# Boogschieten op de Olympische Zomerspelen 1904
Boogschieten is een van de sporten die beoefend werden tijdens de Olympische Zomerspelen 1904 in St. Louis.

## Heren

### dubbele York ronde
| rang   | sporter          | land | score |
| ------ | ---------------- | ---- | ----- |
| Goud   | George Bryant    | USA  | 820   |
| Zilver | Robert Williams  | USA  | 819   |
| Brons  | William Thompson | USA  | 816   |
| 4      | Wallace Bryant   | USA  | 618   |
| 5      | Benjamin Keys    | USA  | 532   |
| 6      | Ernest Frentz    | USA  | 528   |
| 7      | Homer Taylor     | USA  | 506   |
| 8      | C.S. Woodruff    | USA  | 487   |

### dubbele Amerikaanse ronde
| rang   | sporter          | land | score |
| ------ | ---------------- | ---- | ----- |
| Goud   | George Bryant    | USA  | 1047  |
| Zilver | Robert Williams  | USA  | 991   |
| Brons  | William Thompson | USA  | 949   |
| 4      | C.S. Woodruff    | USA  | 907   |
| 5      | William Clark    | USA  | 880   |
| 6      | Homer Taylor     | USA  | 862   |
| 7      | Benjamin Keys    | USA  | 840   |
| 8      | Wallace Bryant   | USA  | 818   |

### team
| rang   | sporters                                                                     | land | punten |
| ------ | ---------------------------------------------------------------------------- | ---- | ------ |
| Goud   | Potomac Archers William Thompson Robert Williams Lewis Maxon Galen Spencer   | USA  | 1344   |
| Zilver | Cincinnati Archers C.S. Woodruff William Clark Charles Hubbard Samuel Duvall | USA  | 1341   |
| Brons  | Boston Archers George Bryant Wallace Bryant Cyrus Dallin Henry B. Richardson | USA  | 1268   |
| 4      | Chicago Archers Benjamin Keys Homer Taylor Edward Weston Edward Bruce        | USA  | 942    |

## Dames

### dubbele nationale ronde
| rang   | sporter        | land | score |
| ------ | -------------- | ---- | ----- |
| Goud   | Matilda Howell | USA  | 620   |
| Zilver | Emma Cooke     | USA  | 419   |
| Brons  | Jessie Pollock | USA  | 419   |
| 4      | Laura Woodruff | USA  | 234   |
| 5      | Mabel Taylor   | USA  | 160   |
| 6      | Louise Taylor  | USA  | 159   |

### dubbele Columbia ronde
| rang   | sporter        | land | score |
| ------ | -------------- | ---- | ----- |
| Goud   | Matilda Howell | USA  | 867   |
| Zilver | Emma Cooke     | USA  | 630   |
| Brons  | Jessie Pollock | USA  | 630   |
| 4      | Laura Woodruff | USA  | 547   |
| 5      | Mabel Taylor   | USA  | 243   |
| 6      | Louise Taylor  | USA  | 229   |

### team
| rang   | sporters                                                                      | land | punten |
| ------ | ----------------------------------------------------------------------------- | ---- | ------ |
| Goud   | Cincinnati Archers Matilda Howell Jessie Pollock Laura Woodruff Louise Taylor | USA  |        |
| Zilver | Potomac Archers Emma Cooke Mabel Taylor                                       | USA  |        |

Slechts twee deelnemende ploegen.

## Medaillespiegel
| rang   | land             | goud | zilver | brons | totaal |
| ------ | ---------------- | ---- | ------ | ----- | ------ |
| 1      | Verenigde Staten | 6    | 6      | 5     | 17     |
| totaal | totaal           | 6    | 6      | 5     | 17     |

Parijs 1900 · 
St. Louis 1904 · 
Londen 1908 · 
Antwerpen 1920 · 
München 1972 · 
Montréal 1976 · 
Moskou 1980 · 
Los Angeles 1984 · 
Seoel 1988 · 
Barcelona 1992 · 
Atlanta 1996 · 
Sydney 2000 · 
Athene 2004 · 
Peking 2008 · 
Londen 2012 · 
Rio de Janeiro 2016 · 
Tokio 2020 · 
Parijs 2024 · 
Los Angeles 2028
Medaillewinnaars 
Atletiek · Basketbal (demonstratie) · Boksen · Boogschieten · Gewichtheffen · Golf · Lacrosse · Roeien · Roque · Schermen · Schoonspringen · Tennis · Touwtrekken · Turnen · Voetbal · Waterpolo · Wielersport · Worstelen · Zwemmen